# Аласханов, Зайнди Зайналбекович
Зайнди́ Зайналбе́кович Аласха́нов (род. 25 апреля 1949, Чечено-Ингушская АССР) — советский борец вольного стиля, первый чеченец, ставший призёром чемпионата СССР, Мастер спорта СССР международного класса, Заслуженный тренер России, полковник запаса, художник.

## Биография
Родился 25 апреля 1949 года. В 1966 году начал заниматься борьбой под руководством тренера Дэги Багаева. В 1969 году выполнил норматив мастера спорта СССР.
В 1969 году начал тренироваться в ЦСКА под руководством Сергея Преображенского. В 1972 году в Минске стал бронзовым призёром чемпионата страны. В 1982 году ему было присвоено звание мастера спорта международного класса.
В 1982 году перешёл на тренерскую работу в Московский округ ПВО. Подготовил целый ряд известных спортсменов. В 1993 году ему было присвоено звание Заслуженный тренер России.

## Спортивные достижения
- Многократный чемпион Чечено-Ингушетии среди юношей, юниоров и взрослых (1966—1969);
- Серебряный призёр международного Тбилисского турнира 1971 года;
- Чемпионат СССР по вольной борьбе 1972 года — ;
- Обладатель командного Кубка Европы 1977 года, Польша;
- Серебряный призёр международного турнира памяти Роже Кулона 1973 года, Париж;
- Серебряный призёр чемпионата Дружественных армий 1973 года, Бухарест;
- Серебряный призёр Спартакиады Дружественных армий стран Варшавского Договора 1977 года, Улан-Батор;
- 3-кратный чемпион Вооруженных Сил СССР (1976, 1977, 1979);
- Многократный чемпион г. Москвы (1969—1980);
- 2-кратный победитель Спартакиады Москвы;

## Известные воспитанники
- чемпион Летних Олимпийских Игр 1996 года Вадим Богиев;
- обладатель Кубков мира и чемпион мира среди юниоров Сагид Катиновасов;
- чемпион Азии и призёр Кубков Мира Расул Катиновасов;

и другие.

## Живопись
Самодеятельный художник. В государственной галерее имени А. А. Кадырова выставлены 58 его работ.

## Интересный факт
На церемонии присвоения Зайнди Аласханову звания майора присутствовала знаменитая французская киноактриса Анни Жирардо, которая находилась в Москве для съёмок фильма. Она поздравила Зайнди с повышением.

## Семья
Сын — Тимур Аласханов, первый чеченский фигурист, обладатель Кубка России, чемпион Казахстана, мастер спорта России.